# Operazione Deliverance
Operazione Deliverance è stata una missione militare delle forze canadesi in Somalia, all'interno di UNOSOM I e proseguita in UNITAF, iniziata nel 1992 e supportata dall'ONU. Si rivelò essere un completo fallimento sul piano politico per l'esercito canadese, con lo sbandamento del reggimento aviotrasportato canadese e numerose dimissioni e licenziamenti di responsabili lungo la catena di comando, compreso il ministro della difesa. Nonostante tutto ciò, gli obiettivi prefissati della missione furono portati a termine nel 1993.